# Salve Rosa
Salve Rosa é um futuro filme brasileiro de suspense, com estreia prevista para 30 de outubro de 2025, dirigido por Susanna Lira e estrelado por Klara Castanho e Karine Teles.  O roteiro é assinado por Ângela Hirata Fabri e Mara Lobão.

## Sinopse
Rosa (Klara Castanho) é uma jovem que desmaia inesperadamente na escola. O evento a impulsiona a investigar seu próprio passado, levando-a a descobrir verdades que podem abalar profundamente sua relação com a mãe superprotetora (Karine Teles) e colocar sua própria vida em risco. Enquanto mergulha em um mistério familiar, Rosa também lida com a pressão e os perigos da superexposição nas redes sociais — tema central do longa, que explora o impacto dos criadores de conteúdo na sociedade contemporânea.

## Elenco
- Klara Castanho como Rosa
- Karine Teles
- Ricardo Teodoro